# 法明頓 (阿肯色州)
法明頓（英語：Farmington）是一個位於美國阿肯色州華盛頓縣的城市。

## 地理
法明頓的座標為36°02′32″N 94°14′43″W / 36.04222°N 94.24528°W，而該地的平均海拔高度為362米（即1187英尺）。

## 人口
根據2020年美國人口普查的數據，法明頓的面積為25.58平方千米，當中陸地面積為25.45平方千米，而水域面積為0.13平方千米。當地共有人口7584人，而人口密度為每平方千米296人。